# ヘルゴラント島
ヘルゴラント島（ヘルゴラントとう、ドイツ語: Helgoland、英語: Heligoland、西フリジア語: Lun, Hålilönj）は、ドイツ連邦共和国領の北海の小さな島である。

## 地理

ドイツにおけるヘルゴラント島の位置（赤丸で囲われた部分）

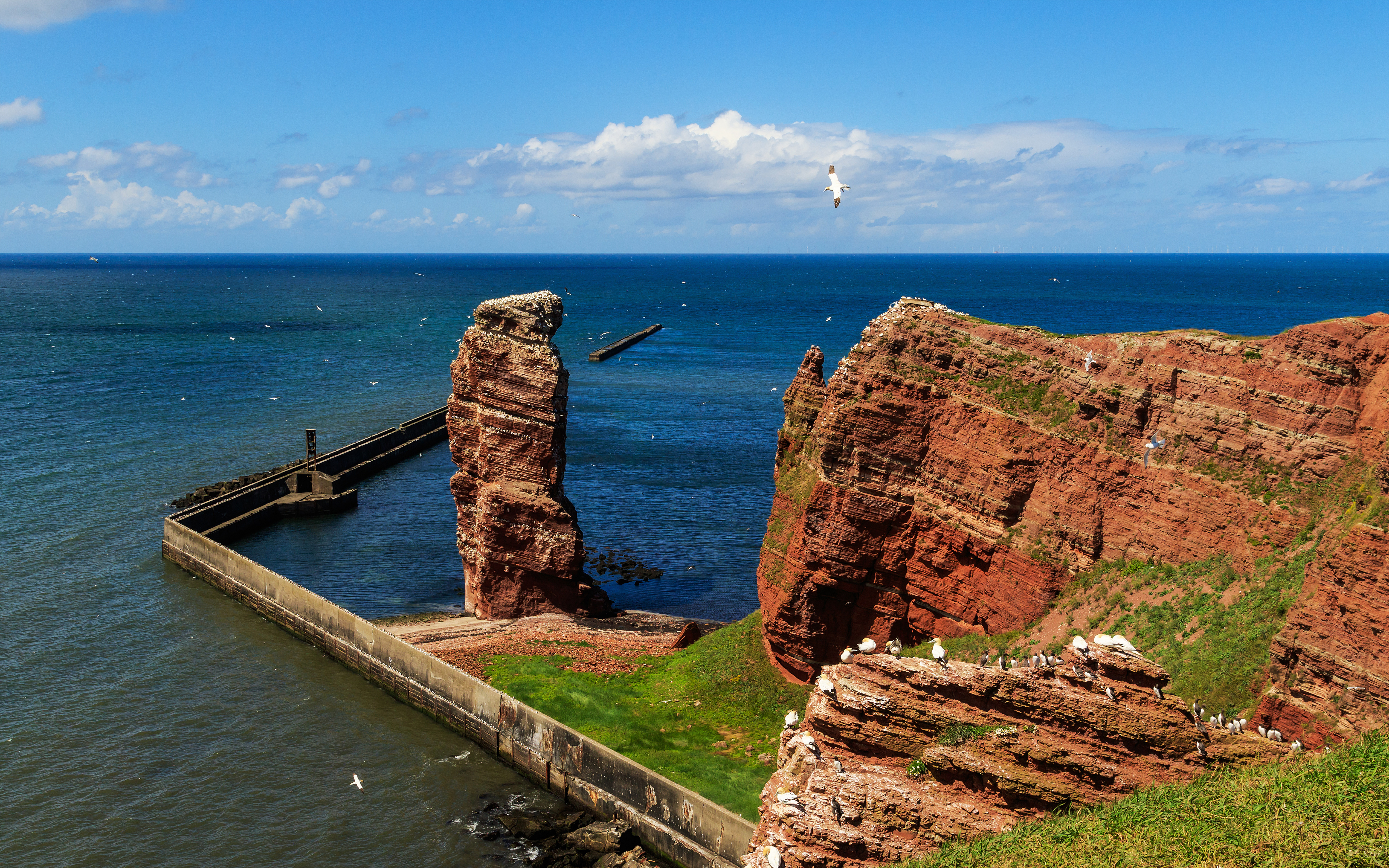
Lange Anna

ヘルゴラント島は、ドイツ北西部の海岸線から70km沖合いに位置し、実際には2つの島によって構成される。それぞれ、西側の人口が多い1.0km²の主要な島 (Hauptinsel) と、東側に位置するやや小さい0.7km²の島 (Düne) である。2つの島は1720年までは砂州で陸続きであったが、暴風雨によって破壊され、現在は分断された状態である。島で最も高い地点は海抜61mである。2つの島はドイツ北部シュレスヴィヒ・ホルシュタイン州ピンネベルク郡の一部である。

ヘルゴラント島の旗

島は赤色の岩盤の崖に覆われている。ヘルゴラントの三色旗は、上の緑色が島の自然（植物）、中央の赤色が赤い崖、下の白色が島の砂浜を示すとされている。

## 歴史
- 先史時代、既に人間が居住。火打ち石や銅皿などが島周辺の海底から発見。
- 697年、フランク王国のピピン2世に敗れたフリジア王国の王ラッドボッド（英語版）が逃れる。
- 1231年、デンマーク王のヴァルデマー2世の支配領域と認められる。
- 1402年、シュレースヴィヒ＝ホルシュタイン公国が領有。
- 1714年、大北方戦争によりデンマーク領有。
- 1720年、暴風雨により砂州が破壊され、1つの島が2つに分離される。

- 1814年、ナポレオン戦争によりイギリス領有。
- 1890年8月10日、ヘルゴランド＝ザンジバル条約により、ドイツ帝国領となる。
- 1936年からはドイツの潜水艦の燃料基地として使われる。
- 第二次世界大戦の間、島民は島に留まっていたが、1945年4月18日になって連合国軍が1,000機以上の爆撃機で島を攻撃した。これにより、ドイツ側の128人の対空砲火要員の大部分が死亡した。この日の夜、ドイツは島から撤退した。
- 1945年から1952年にかけてイギリス軍の爆撃訓練場として使われた。1947年4月18日には、イギリス海軍によって6,800トンもの爆弾を使用する爆破計画が実施された（人によって引き起こされた核爆発以外の大爆発一覧参照）。
- 1952年、ドイツ連邦共和国（当時は西ドイツ）に返還された。

## 政治

### 注意事項
ヘルゴラント島はシェンゲン協定の適用除外地域でもある。

## 産業
現在は観光地となっている。島の入り江ではヨットが親しまれている。
旅行者向けにたばこ、アルコール飲料および香水が免税されている。

## 住民

### 民族
この島には少数民族のフリース人が住んでいる。

### 言語
Halunderと呼ばれるヘルゴラント独特の北フリジア語の方言（ヘルゴラント方言）を話す。